# Палмер Кокс
Палмер Кокс (англ. Palmer Cox; 28 квітня 1840, Гранбі, Квебек — 24 липня 1924, так само) — канадський ілюстратор та письменник, найвідомішим за серією гумористичних віршів та коміксів про пустотливих, але добрих духів, схожих на фей, під назвою брауні. Завдяки популярності цих персонажів одна з перших популярних портативних камер була названа на їхню честь — Eastman Kodak Brownie.

## Життєпис
Палмер Кокс народився в Гранбі в Квебеці у родині Майкла та Сари (Міллер) Кокс, став теслею та автобудівником. Переїхав до Сан-Франциско через Панаму як підрядник на залізниці, й жив там з 1863 по 1875 рік. У 1874 році він почав вивчати малювання та створювати ілюстровані історії для таких видань, як Golden Era та Alta California. Після 1875 року Кокс жив у Нью-Йорку (Pine View House, Іст-Квонг, Лонг-Айленд). Протягом цього часу він регулярно публікував редакційні карикатури для журналу «United States Tobacco Journal» Оскара Хаммерштейна .
Найперша публікація персонажів Брауні відбулася в 1879 році, але лише в лютому 1881 року в журналі Wide Awake ці істоти були надруковані в їх остаточному вигляді. У 1883 році історії Брауні з'явилися в журналі St. Nicholas Magazine, й по мірі зростання їх популярності їх висвітлювали в таких виданнях, як Ladies' Home Journal.
Брауні Кокса були маленькими чоловічками, які разом мали пустотливі пригоди. Кожен брауні мав особливу зовнішність: Чоллі Бутоньєр носив циліндр і монокль, а інші носили традиційний турецький, ірландський, німецький, шведський, російський та китайський одяг. Був ескімос, американський індіанець, навіть дядько Сем. «Здебільшого успіх його книг можна пояснити його трактуванням персонажів, які зображують людську природу з її добротою та силою, а також її безглуздістю, але ніколи її ницістю».
«Коли Кокс створював своїх брауні, він зберіг характеристики, які можна знайти у фольклорних брауні, але зробив помітні зміни. У той час як шотландський брауні зазвичай є самотньою істотою, яка залишається в одній родині, виконуючи свої домашні обов'язки або польову роботу, Брауні Кокса є товариськими, завжди об'єднуються разом й вирушають у дорогу задля пустощів та добрих справ».
Кокс помер у своєму 17-кімнатному будинку мрії під назвою «Фортеця брауні» у Гранбі, 24 липня 1924 року. На його надгробку зображена фігура Брауні та напис: «Створюючи Брауні, він подарував безцінну спадщину дитинству».

## Використання творчості в російській літературі
У 1887 році в Російській імперії в ілюстрованому журналі для дітей «Задушевне слово» було надруковано текст російської письменниці Анни Хвольсон під назвою «Хлопчик з пальчик, дівчинка з нігтик». Для видання були використані ілюстрації з творів Палмера Кокса про брауні. Хвольсон вигадала героям П. Коксові нові імена та переробила історії. Серед її нових персонажів з'явилися Мурзілка та Незнайко. Замовником цих історій було видавництво «Товариство М. О. Вольфа» (Санкт-Петербург), представники якого першими звернули увагу на популярні у світі комікси П. Кокса.
У 1889 р. це ж російське видавництво видало ці переробки окремою книгою. Книга перевидавалася в 1898, 1902 та 1915 роках.
У 1913 р. ті ж видавці видали книгу «Щоденник Мурзілки», яка містила дві частини (повісті): власне «Щоденник Мурзілки» та «Новий щоденник Мурзілки». У книзі було використано малюнки П. Кокса. Авторство повістей не вказане.
У СРСР 1927 року в Одесі тиражем 5000 екземплярів було видано російською мовою книгу «Новий щоденник Мурзілки. Навколосвітня подорож ліліпутиків», де також були використані малюнки П. Кокса; видавцем та автором тексту книги був вказаний Л. Євґєньєв. 1929 року надруковано додатковий тираж. У книгу додали розділ «У Москві», в якій герої оглядають мавзолей Леніна та дитячий будинок з ленінським куточком.
Ідея персонажа Незнайки радянського дитячого письменника Миколи Носова походить з книг Палмера Кокса, в тому числі й завдяки попереднім переробкам Хвольсон.

## Бібліографія

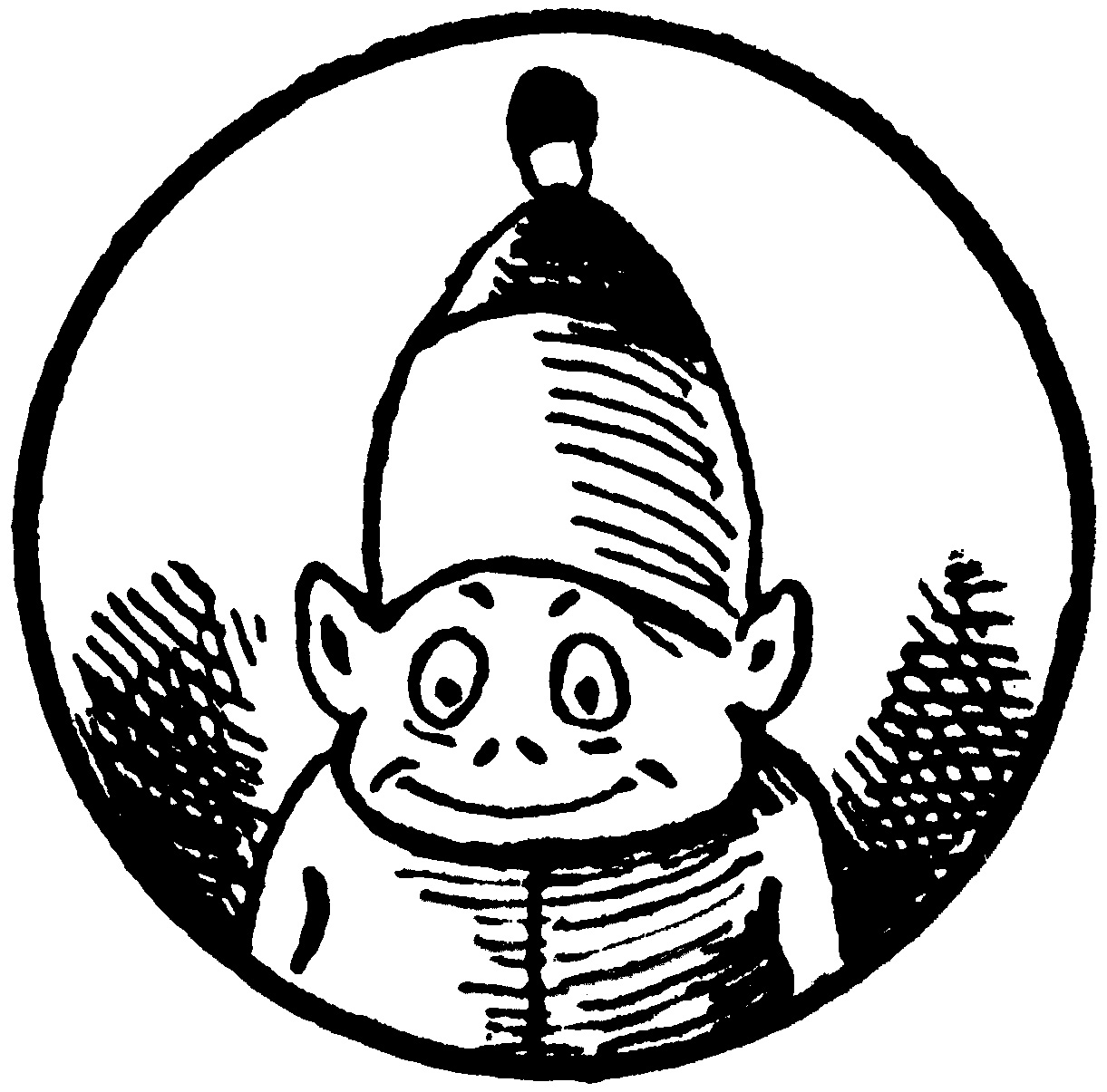
Брауні Кокса

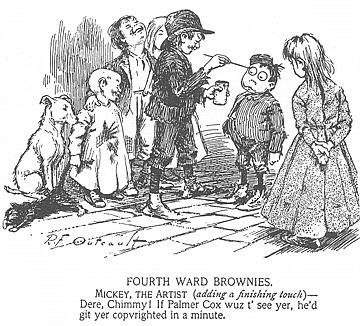